# Marco Ticio Lústrico Brutiano
Marco Ticio Lústrico Brutiano (en latín: Marcus Titius Lustricus Bruttianus) fue un senador romano, que vivió a finales del siglo I y principios del siglo II, y desarrolló su carrera política bajo los imperios de Domiciano, Nerva, Trajano y Adriano.

## Origen y carrera
Natural de Vasio Vocontiorum (Vaison-la-Romaine, Francia), en la Galia Narbonense, conocemos su cursus honorum gracias a una inscripción encontrada en su localidad de origen, aunque incompleta.
Comenzó su carrera de honores bajo Domiciano en un cargo no conservado del vigintivirato, para pasar a ser Tribuno Laticlavio de una legión desconocida. Inmediatamente después, fue designado cuestor y asignado como tal a la provincia senatorial Acaya, para ser después, sucesivamente, legado del procónsul de la provincia de África, y Edil plebeyo y pretor en Roma. 
Su siguiente cargo fue el de legado de la Legio I Italica en su base de Novae en Moesia, participando, ya bajo Trajano, en Guerras dacias, en las que obtuvo por su valor y buen hacer diferentes dona militaria. Como culminación de su carrera fue nombrado consul suffectus entre septiembre y diciembre del año 108 junto a Quinto Pompeyo Falcón. Inmediatamente, fue enviado como legado conjunto de las provincias de Germania Superior y Germania Inferior.
Durante la guerra pártica fue nombrado sucesivamente, legado de la Legio X Fretensis en Judea, lo que llevaba incluido el puesto de gobernador de la provincia, y después gobernador de la provincia Cilicia. Su carrera culminó como procónsul de la provincia Acaya, lo que no es demasiado normal, ya que le habría correspondido Asia o África, pero ello se explica con la escasez de senadores con experiencia debida la campaña pártica de Trajano. Por ello, el emperador Adriano requirió sus servicios para hacerse cargo de las provincias Judea y Arabia, que habían estado al mando de Lusio Quieto, eliminado por Adriano como un posible rival. 
Además de estos cargos, fue elegido bajo el imperio de Trajano como miembro del importante colegio sacerdotal romano de los VII viros Epulones. Debió fallecer hacía el año 125.
El senador y escritor Plinio el Joven le recuerda dentro de un complejo caso judicial que ganó frente a un gobernador provincial llamado Montano Ático.